# چقدر دیر بود، چقدر دیر
چقدر دیر بود، چقدر دیر (به انگلیسی: How Late It Was, How Late) یک رمان به سبک جریان سیال ذهن نوشته جیمز کلمن نویسنده اهل اسکاتلند است که در سال ۱۹۹۴ منتشر و موفق شد در همان سال برنده جایزه ادبی من بوکر شود.